# Lista de deputados distritais do Distrito Federal da 9.ª legislatura
Esta é a lista de deputados distritais eleitos para a legislatura 2023–2027. Nas eleições distritais no Distrito Federal em 2022, em 2 de outubro de 2022, foram eleitos 24 deputados distritais.
| Candidato(a)                   | Partido      | Total de votos | Porcentagem |
| ------------------------------ | ------------ | -------------- | ----------- |
| Fábio Felix                    | PSOL         | 51.792 votos   | 3,10%       |
| Chico Vigilante                | PT           | 43.854 votos   | 2,63%       |
| Max Maciel                     | PSOL         | 35.758 votos   | 2,14%       |
| Daniel Donizet                 | PL           | 33.573 votos   | 2,01%       |
| Martins Machado                | Republicanos | 31.993 votos   | 1,92%       |
| Robério Negreiros              | PSD          | 31.341 votos   | 1,88%       |
| Jorge Vianna                   | PSD          | 30.640 votos   | 1,83%       |
| Jaqueline Silva                | AGIR         | 26.452 votos   | 1,58%       |
| Thiago Manzoni                 | PL           | 25.554 votos   | 1,53%       |
| Eduardo Pedrosa                | União        | 22.489 votos   | 1,35%       |
| Joaquim Roriz Neto             | PL           | 21.057 votos   | 1,26%       |
| Iolando                        | MDB          | 20.757 votos   | 1,24%       |
| Pastor Daniel de Castro        | PP           | 20.402 votos   | 1,22%       |
| Hermeto                        | MDB          | 20.332 votos   | 1,22%       |
| Roosevelt Vilela               | PL           | 20.223 votos   | 1,21%       |
| Doutora Jane                   | AGIR         | 19.006 votos   | 1,14%       |
| Rogério Morro da Cruz          | PMN          | 18.207 votos   | 1,09%       |
| Gabriel Magno                  | PT           | 18.207 votos   | 1,08%       |
| Joao Cardoso Professor Auditor | AVANTE       | 17.579 votos   | 1,05%       |
| Paula Belmonte                 | Cidadania    | 17.208 votos   | 1,03%       |
| Ricardo Vale                   | PT           | 17.077 votos   | 1,02%       |
| Wellington Luiz                | MDB          | 16.933 votos   | 1,01%       |
| Pepa                           | PP           | 15.393 votos   | 0,92%       |
| Dayse Amarilio                 | PSB          | 11.012 votos   | 0,66%       |